# Эшборн — Франкфурт 2024
61-й выпуск  Эшборн — Франкфурт — шоссейной однодневной велогонки по дорогам Германии. Гонка прошла 1 мая 2024 года в рамках Мирового тура UCI 2024. Победу одержал бельгийский велогонщик Максим Ван Гилс.

## Участники
В гонке заялено участие 18 команд: 13 команд категории UCI WorldTeam и 5 профессиональных континентальных команд.
| UCI WorldTeams (14)- Alpecin-Deceuninck - Arkéa-B&B Hotels - Bahrain Victorious - Bora-Hansgrohe - Cofidis - Decathlon-AG2R La Mondiale - EF Education-EasyPost - Intermarché-Wanty - Lidl-Trek - Movistar Team - Soudal Quick-Step - Team dsm-firmenich PostNL - Team Jayco AlUla - UAE Team Emirates UCI ProTeams (5)- Israel-Premier Tech - Lotto Dstny - Q36.5 Pro Cycling Team - Tudor Pro Cycling Team - Uno-X Mobility |
| |

## Маршрут
Маршрут выпуска повторит профиль прошлых лет. То есть, его протяженность составит 203,8 километра, гонка начнется в Эшборне и финиширует во Франкфурте после двухкратного подъема на Фельдберт и трехкратного восхождения на Маммольшайн.

## Ход гонки
Ван Гилс был единственным гонщиком из команды Lotto-Dstny, который вошёл в лидирующую группу из 28 участников, добравшихся до Франкфурта. На последнем километре гонки он ехал в паре с Кевином Вермаерке, затем с Аранбуру. И вот они вышли на финишную прямую. На последних 100 метрах бельгийский гонщик использовал ветер и выскочил на финишную прямую в спринте. Он обогнал Лукаса Неруркара, занявшего четвёртое место, и другого молодого профессионала — Шиэна. После этого Ван Гилс опередил Аранбуру, который считался самым быстрым финишёром среди основных претендентов на победу.

## Результаты
| \| Генеральная классификация \| Генеральная классификация \| Генеральная классификация \| Генеральная классификация \| Генеральная классификация \| \| Гонщик \| Гонщик \| Команда \| Время \| \| \| ------------------------- \| ------------------------- \| ------------------------- \| ------------------------- \| ------------------------- \| \| 1-й \| Максим Ван Гилс \| Lotto Dstny \| 4ч 46' 48 \| \| \| 2-й \| Алекс Аранбуру \| Movistar Team \| + 0 \| \| \| 3-й \| Райли Шиэн \| Israel-Premier Tech \| + 0 \| \| \| 4-й \| Lukas Nerurkar \| EF Education-EasyPost \| + 0 \| \| \| 5-й \| Роджер Адриа \| Bora-Hansgrohe \| + 0 \| \| \| 6-й \| Кобе Гуссенс \| Intermarché-Wanty \| + 0 \| \| \| 7-й \| Кевин Вермарке \| Team dsm-firmenich PostNL \| + 0 \| \| \| 8-й \| Сёрен Краг Андерсен \| Alpecin-Deceuninck \| + 0 \| \| \| 9-й \| Марк Хирши \| UAE Team Emirates \| + 0 \| \| \| 10-й \| Маркус Хоэльгор \| Uno-X Mobility \| + 0 \| \| |                     |                           |           |
| |                     |                           |           |
| Источник: ProCyclingStats |                     |                           |           |
| Генеральная классификация |                     |                           |           |
| Гонщик | Гонщик              | Команда                   | Время     |
| 1-й | Максим Ван Гилс     | Lotto Dstny               | 4ч 46' 48 |
| 2-й | Алекс Аранбуру      | Movistar Team             | + 0       |
| 3-й | Райли Шиэн          | Israel-Premier Tech       | + 0       |
| 4-й | Lukas Nerurkar      | EF Education-EasyPost     | + 0       |
| 5-й | Роджер Адриа        | Bora-Hansgrohe            | + 0       |
| 6-й | Кобе Гуссенс        | Intermarché-Wanty         | + 0       |
| 7-й | Кевин Вермарке      | Team dsm-firmenich PostNL | + 0       |
| 8-й | Сёрен Краг Андерсен | Alpecin-Deceuninck        | + 0       |
| 9-й | Марк Хирши          | UAE Team Emirates         | + 0       |
| 10-й | Маркус Хоэльгор     | Uno-X Mobility            | + 0       |